# Сурендранагар (окръг)
Сурендранагар е окръг в щата Гуджарат, Индия, с площ 10 489 км2 и население 1 515 148 души (2001). Главен град е Сурендранагар.

## Административно деление
Окръга е разделен на 10 талука.

## Население
Населението на окръга през 2001 година е 1 515 148 души, около 61,61 % от населението е неграмотно.

### Религия
(2001)
- 1 392 451 – индуисти
- 97 846 – мюсюлмани
- 22 721 – джайнисти